# Monbéqui
Monbéqui è un comune francese di 593 abitanti situato nel dipartimento del Tarn e Garonna nella regione dell'Occitania.

## Società

### Evoluzione demografica
Abitanti censiti

## Monumenti

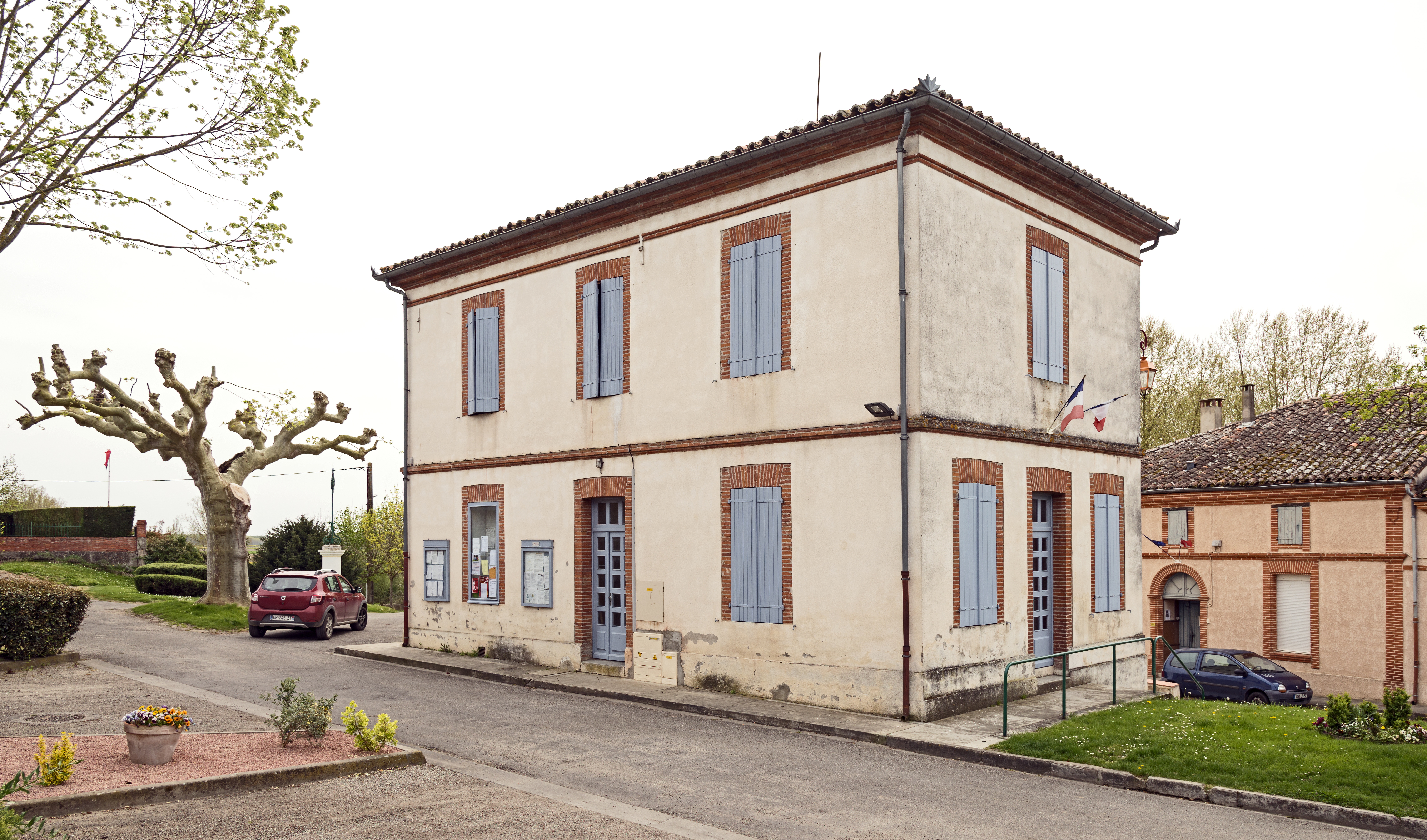
Municipio
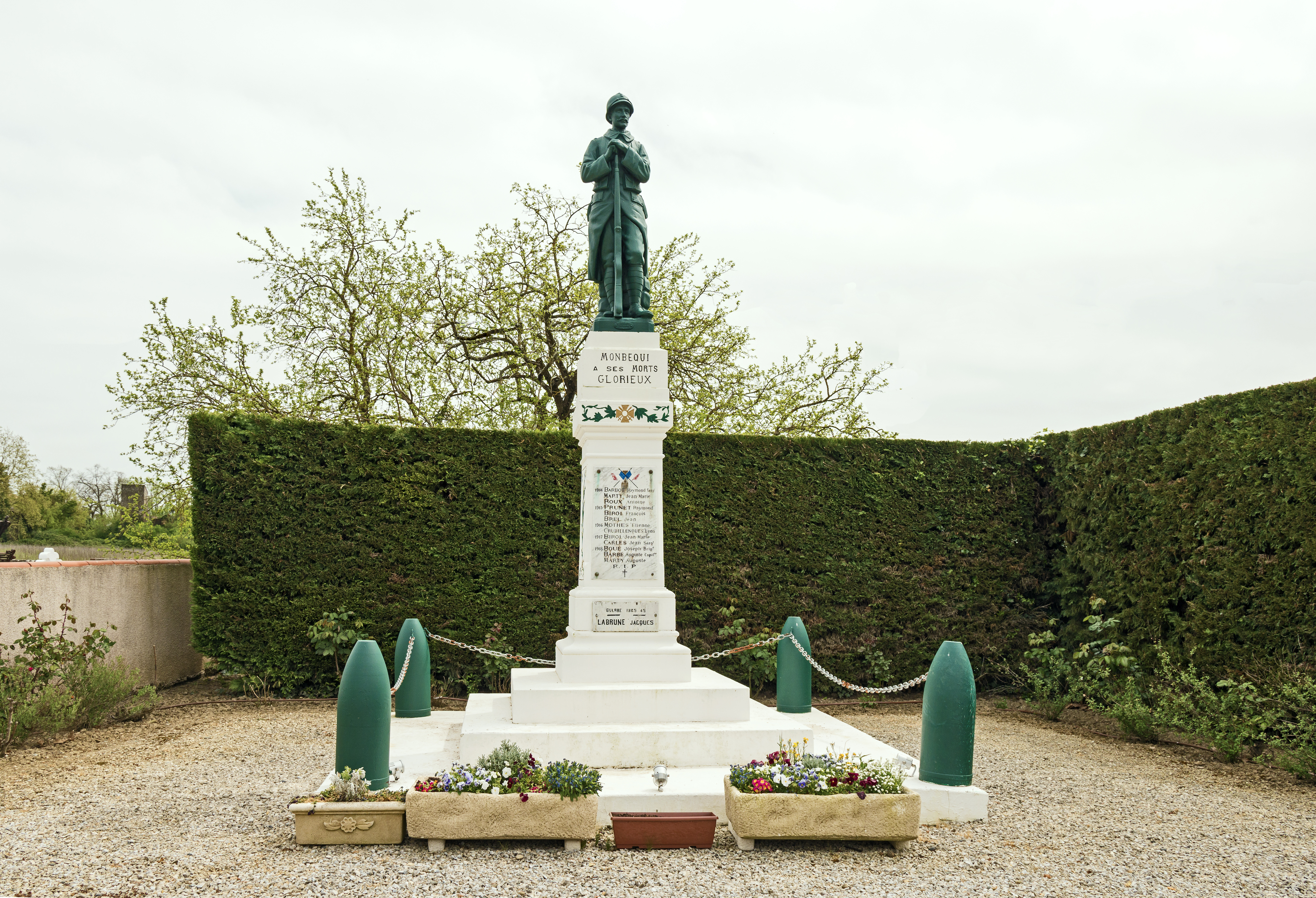
Memoriale di guerra
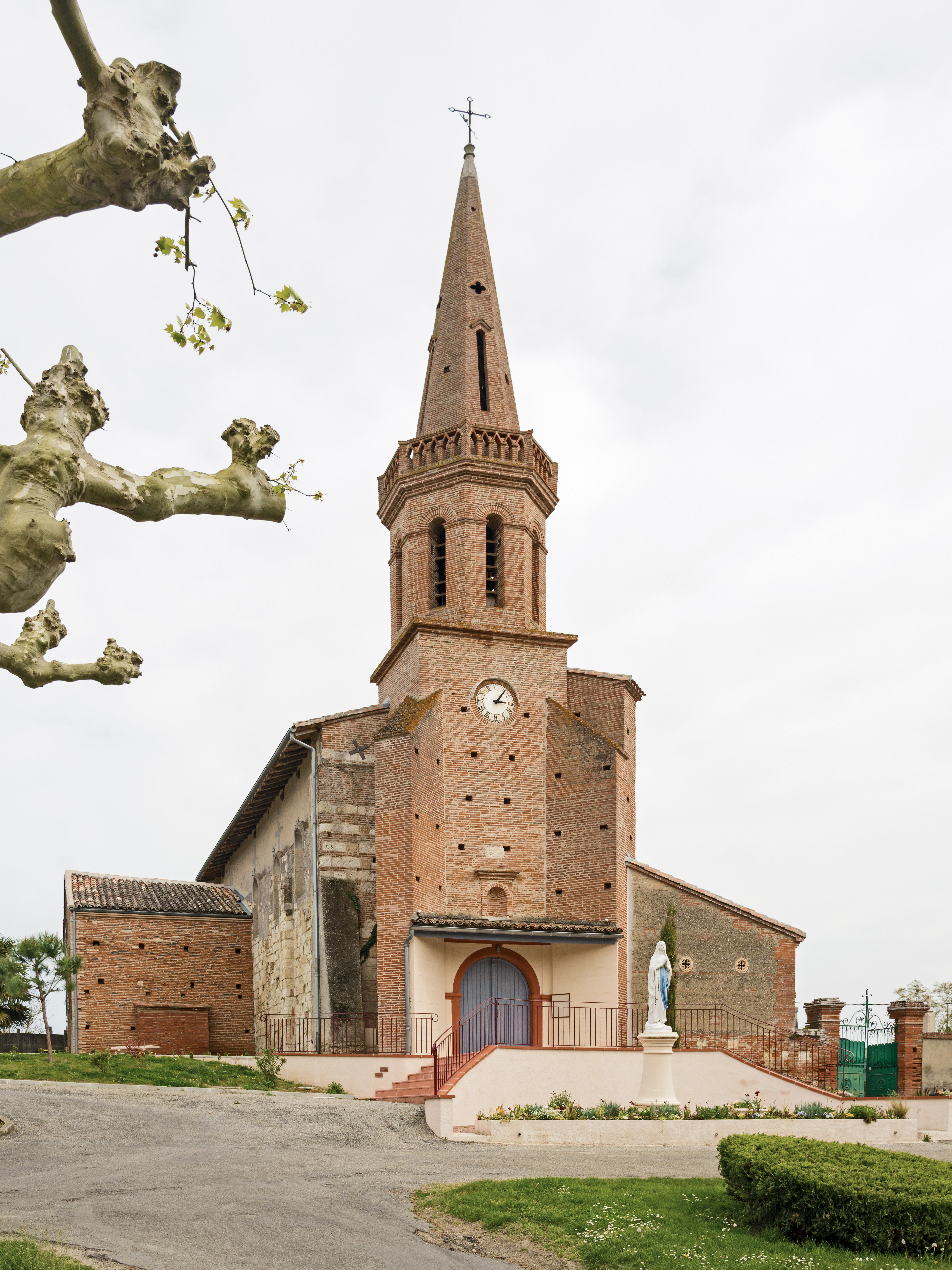
La chiesa